# エティエンヌ・ビュフェ
エティエンヌ・ビュフェ（Étienne Buffet 、Marie Étienne Pierre Paul Aimé Buffet、1866年6月5日 - 1948年12月3日）はフランスの画家である。人物画や風景画を描いた。

## 略歴
パリで生まれた。父親は技術官僚で、1875年からフランスの首相を務めたルイ・ビュフェ（Louis Joseph Buffet: 1818-1898)が叔父である。エコール・デ・ボザールでフランク・バイユ(Franck Bail: 1858-1924)に学び、アカデミー・ジュリアンで、ウィリアム・ラパラ、ポール・アルベール・ローランス、ジャン・ピエール・ローランス、アンリ・ロワイエらと共に学んだ。1903年から1944年までフランス芸術家協会の展覧会に毎年出展し、1910年にフランス芸術家協会の会員となった。
1932年に「絵画の理論の研究」("Essai de théorie intégrale de la peinture, la doctrine")を出版した。 この書籍は美術を数学的な技法で扱おうとしたものである。
レジオンドヌール勲章（シュヴァリエ）を1908年に受勲し、1918年に、レジオンドヌール勲章（オフィシエ）を受勲した。

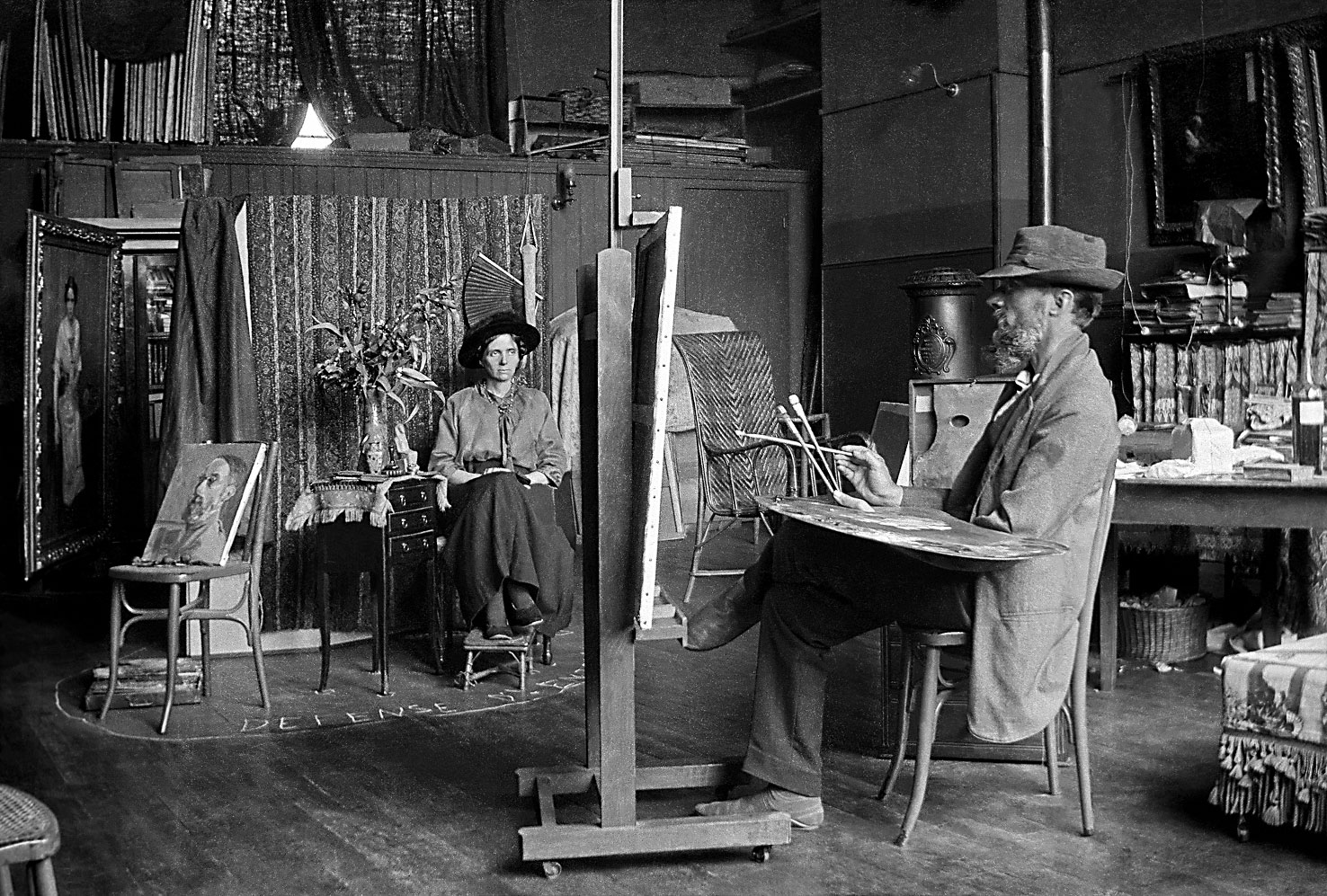
1916年

## 作品

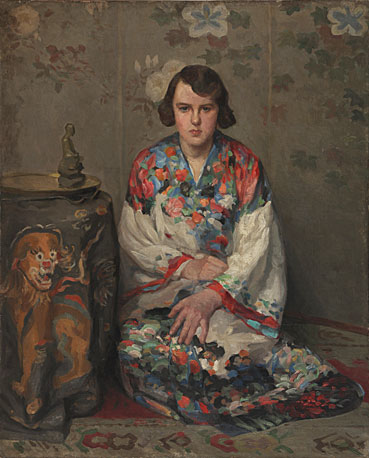
「日本の着物」(1931)
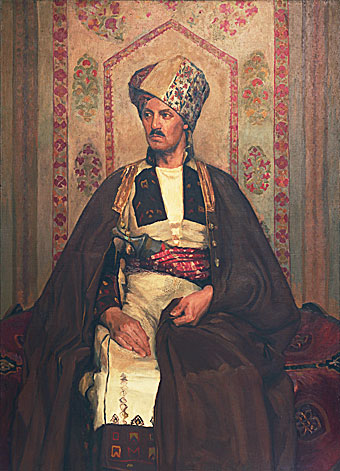
「マスカットの住民の衣装」(1927)
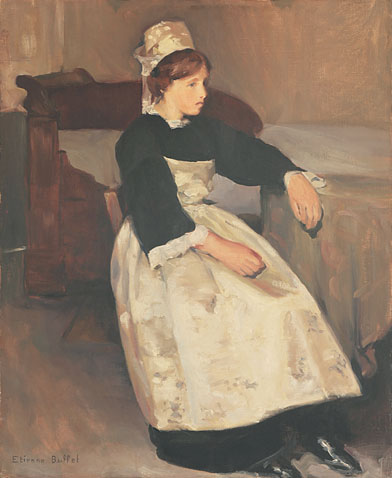
「ブルターニュの女性」(1923)
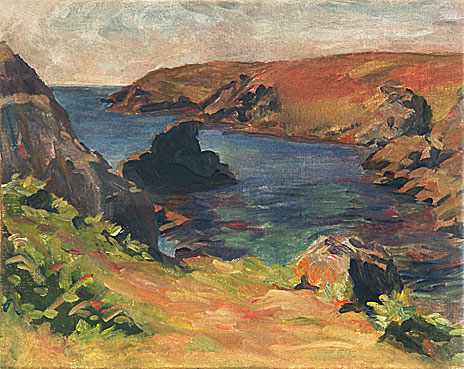
グロワ島の港